# ادیت در فلزیاب
ادیت در فلزیاب کار تفکیک فلزات را انجام می‌دهد؛ در اصل ویرایش یا پذیرش و اکسپت (ACCEPT) نوع فلز یا هدف مانند طلا، نقره، مس، نیکل، کروم، آهن، برنز، برنج، آلومینیوم و آلیاژ فلزات را مشخص می‌نماید. تنظیمات ادیت در فلزیاب طبق جدول تفکیک و تشخیص وی دی ای اسکال (VDI SCALE) عمل می‌نماید.

## طبقات ادیت در فلزیاب‌ها
در ادیت (EDIT) هر نوع فلز دارای عدد وی دی ای (VDI) خاص خود می‌باشد؛ با تعیین عدد وی دی ای (VDI)، فلزیاب همان فلز را تفکیک می‌نماید.
در عملیات جستجو تعیین دقیق ادیت (EDIT) موجب واکنش یا پاسخ دقیق در تفکیک فلز مورد نظر می‌گردد.

## تنظیم ادیت در فلزیاب مغناطیسی
تنظیم ادیت (EDIT) در فلزیاب مغناطیسی مانند وی ال اف (VLF) یا فلزیاب تی ار (TR) وجود دارد ولی در تنظیمات اختیاری یا فرعی پروگرام آپشن (PRO OPTION) قرار دارد و برای همین عدد وی دی ای (VDI) در این دسته فلزیاب مغناطیسی تا عمق کم عمل می‌نماید و به دلیل تشخیص با اختلاف فاز در ولتاژ در سر جست‌وجو گر یا لوپ و سنسور برای عمق زیاد توانائی نداشته و عدد وی دی ای (VDI) درست مربوط به همان هدف یا طلا و فلز آشکار نمی‌گردد.

## تنظیم ادیت در فلزیاب فرکانسی
تنظیم ادیت (EDIT) در فلزیاب فرکانسی یا فلزیاب جذبی در تنظیمات پایه اساسی بیسیک (BASIC ADJUSTMENT) قرار دارد و به دلیل وجود تنظیمات ترشهولد (THRESHOLD) سطح و حجم در اصل فلزیاب فرکانسی می‌تواند انرژی فرکانس طلا یا انواع فلزات که متعلق به امواج الکترو مغناطیس است را در عمق زیاد تشخیص داده و تفکیک نماید.
در فلزیاب فرکانسی وجود ترشهولد (THRESHOLD) سطح و حجم امکان تشخیص فلز مورد نظر مانند طلا را از دیگر منابع و ذرات افزایش داده و خطا در دید فلزیاب را کاهش داده یا از بین می‌برد.